# Saison 2 de W.I.T.C.H.
Chronologie
Saison 1 de W.I.T.C.H. Spécial de W.I.T.C.H.
Cet article présente le guide des épisodes de la deuxième saison de la série télévisée W.I.T.C.H..

## Épisode 10:J comme Joyau
- France :

## Épisode 12:L comme Loser
Matt et monsieur Tomate tombent dans un piège maléfique de Nérissa, ce qui va leur conduire au mal. Monsieur Tomate deviendra une grosse bête qui se nourrit de colère. Matt, deviendra Shagon, un être ailé et masqué qui se nourrit de haine. Il manquera pleins de cours ce qui bouleverse complètement Will. Avec ses pouvoirs, Nérissa naît deux créatures, l'un de glace qui se nourrit de peur et du désespoir et l'autre de lave, se nourrit de la douleur et de la souffrance. Ses nouveaux chevaliers vont aller combattre les gardiennes qui sont toutes en problème sauf Cornélia. 
Le joli garçon de Hay Lin, arrivent à l'école, c'est un nouveau, mais il capte vite l'attention des filles. 
Irma, s'est inscrit à la radio étudiante et elle s'y plaira énormément, jusqu'au moment où Martin lui causent des ennuis, ce qui ferra mettre Irma en colère et elle lui dira pleins d'insultes à la radio. Elle essayera de se faire pardonner par tous les moyens...
Tranee est toujours dans les beaux draps à cause de sa mère. 